# Décembre 1905

## Événements
- Début de la révolution constitutionnelle en Perse à la suite de la bastonnade de deux marchands à Téhéran (1905-1911).
- Pacification des provinces baltes, de la Pologne, de l’Ukraine, du Caucase et de la Sibérie.

- 4 décembre : démission du gouvernement conservateur de Arthur Balfour devant l’opposition des libéraux et en raison de l’échec de sa politique conciliatrice en matière de tarifs douaniers. Début du ministère libéral de Sir Henry Campbell-Bannerman, Premier ministre du Royaume-Uni (fin en 1908).

- 5 décembre : formation du soviet de Moscou.

- 9 décembre :
  - loi sur la séparation des Églises et de l'État en France (voir aussi laïcité en France).
  - Arrestation du président du soviet de Saint-Pétersbourg, Nosar-Khroustalev, remplacé par une direction collégiale de trois membres, dont Trotski.

- 12 décembre : adoption par la France du premier décret interdisant officiellement la traite des indigènes dans les colonies.

- 13 décembre : élection générale saskatchewanaise de 1905. Les libéraux de Walter Scott remportent cette élection.

- 15 décembre : manifeste financier du soviet de Saint-Pétersbourg, appelant à la grève fiscale et financière. Arrestation du soviet de Saint-Pétersbourg.

- 20 décembre : début de la grève générale à Moscou.

- 21 - 31 décembre : insurrection du soviet de Moscou. Échec.

- 23 décembre : à Moscou, la grève dégénère en soulèvement armé.

- 24 décembre, Russie : loi électorale. Suffrage censitaire indirect et par curie : un grand électeur par 2 000 propriétaires fonciers, 7 000 citadins, 30 000 paysans et 90 000 ouvriers.

- 25 - 30 décembre : conférence social-démocrate (bolchevik) à Tammersfors, en Finlande. Lénine y rencontre Staline pour la première fois. Préparation de l’insurrection armée en gestation à Moscou et décision de réunification avec les mencheviks.

- 30 décembre : à Arles, Victor Hémery établit un nouveau record de vitesse terrestre : 175,44 km/h.

## Naissances
- 1er décembre : Alex Wilson, athlète canadien († 10 décembre 1994).
- 5 décembre : Joseph-Louis Metzger, résistant français († 27 septembre 1943).
- 7 décembre : Gerard Kuiper, astronome néerlandais († 23 décembre 1973).
- 8 décembre : Frank Faylen, acteur américain († 2 août 1985).
- 9 décembre : Dalton Trumbo, scénariste et réalisateur américain († 10 septembre 1976).
- 15 décembre : Rellys, acteur et chanteur français († 20 juillet 1991).
- 22 décembre : Pierre Brasseur, acteur français († 16 août 1972).
- 31 décembre : Guy Mollet, homme politique († 3 octobre 1975).

## Articles par jour
- 1er décembre 1905
- 2 décembre 1905
- 3 décembre 1905
- 4 décembre 1905
- 5 décembre 1905
- 6 décembre 1905
- 7 décembre 1905
- 8 décembre 1905
- 9 décembre 1905
- 10 décembre 1905
- 11 décembre 1905
- 12 décembre 1905
- 13 décembre 1905
- 14 décembre 1905
- 15 décembre 1905
- 16 décembre 1905
- 17 décembre 1905
- 18 décembre 1905
- 19 décembre 1905
- 20 décembre 1905
- 21 décembre 1905
- 22 décembre 1905
- 23 décembre 1905
- 24 décembre 1905
- 25 décembre 1905
- 26 décembre 1905
- 27 décembre 1905
- 28 décembre 1905
- 29 décembre 1905
- 30 décembre 1905
- 31 décembre 1905